# Jason Colwick
Jason Colwick (ur. 25 stycznia 1988 w San Marcos) – amerykański lekkoatleta, tyczkarz.
Medalista mistrzostw USA, dwukrotny złoty medalista mistrzostw NCAA.

## Rekordy życiowe
- Skok o tyczce – 5,72 (2009)
- Skok o tyczce (hala) – 5,67 (2010 i 2016)